# Bibelot Mansur
Bibelot Almendra Mansur Rodríguez (Orizaba, Veracruz, México; 31 de marzo de 1978) es una actriz mexicana.

## Filmografía

### Telenovelas
- Diseñando tu amor (2021) ... Samara Galindo
- Médicos, línea de vida (2020)
- La taxista (2019)
- Me declaro culpable (2017–2018) ... Celia
- La vecina (2015-2016) ... Magdalena "Magda"
- Porque el amor manda (2012-2013) ... "La Tecolota" (Efigenia)
- Zacatillo, un lugar en tu corazón (2010) .... Gudelia
- Querida enemiga (2008) .... Rossy López Martínez
- Destilando amor (2007) .... Acacia
- La verdad oculta (2006) .... Guillermina "Mina" Álvarez
- Corazones al límite (2004) .... Patty
- Amarte es mi pecado (2004) .... Pascuala Petronia Expropiación Pérez Piña
- Niña amada mía (2003) .... Chofi
- Amigas y rivales (2001) .... Estefanny
- Locura de amor (2000) .... Rubí
- Por tu amor (1999) ....  Mercedes
- Alma rebelde (1999) .... Clara Hernández (Joven)
- Tres mujeres (1999) .... Gina

### Series de televisión
- Como dice el dicho
- La rosa de Guadalupe
- Mujer, casos de la vida real
- Se vale
- Cosa juzgada
- Papá soltero

### Películas
- Rivales a muerte (2000) .... Melina
- Salto a la vida (2018)

### Línea psíquica
- Amira (2004) .... Asistente de Amira

## Premios y nominaciones

### Premios Califa de Oro 2010
| Categoría               | Telenovela                        | Resultado |
| ----------------------- | --------------------------------- | --------- |
| Mejor actuación del año | Zacatillo, un lugar en tu corazón | Ganadora  |